# Licq-Athérey
Licq-Athérey è un comune francese di 247 abitanti situato nel dipartimento dei Pirenei Atlantici nella regione della Nuova Aquitania.

## Società

### Evoluzione demografica
Abitanti censiti